# Nicolas Changarnier
Ne doit pas être confondu avec Nicolas Changarnier (1756-1821).
Nicolas Changarnier, né à Autun le 26 avril 1793 et mort à Versailles le 14 février 1877, est un général et homme politique français, candidat monarchiste à l'élection présidentielle française de 1848.
Il s'illustre particulièrement lors de l'expédition d'Espagne, où il recevra son premier titre honorifique, ainsi que lors de la conquête de l'Algérie.
Élevé à la dignité de grand-croix de la Légion d'honneur le 22 avril 1871, il refuse la distinction,.

## Origines et formation
Nicolas Anne Théodule Changarnier naît le 26 avril 1793 à Autun,, au numéro 30 rue du Champ-de-Mars (bâtiment rasé après 1842). Fils de Nicolas Changarnier et de Marie-Françoise Caillery, il est issu d'une famille de royalistes et compte, parmi ses aïeux, le guerrier qui défendit, en 1638, la place de Saint-Jean-de-Losne. À sa naissance, son père est emprisonné par la République comme royaliste et ennemi de la Révolution.
Après ses premières études, Changarnier quitte Autun pour des études supérieures à la Faculté de droit de Paris.

## Carrière militaire
Sorti sous-lieutenant de l'École militaire de Saint-Cyr, il entre au service le 10 janvier 1815 comme garde-lieutenant dans l'ex-garde du corps du Roi, compagnie de Wagram. En janvier 1815, il est promu lieutenant au 60e régiment d'infanterie de ligne, formée dans l'ancienne légion départementale de l'Yonne.
En 1823, il prend part à l'expédition d'Espagne et s'y distingue. Le maréchal Moncey le signale comme s'étant particulièrement distingué dans les combats de Jorda et de Caldès, livrés par le 4e corps d'armée de Catalogne. Il disperse avec un faible détachement un gros parti de cavalerie espagnole et s'empare du cheval du chef de cette troupe après l'avoir tué de sa main. Il est cité deux fois le 25 juillet 1823, pour l'affaire de Jorba et le 14 août 1823 pour l'affaire de Caldès. Le 1er novembre, il est chevalier de la Légion d'honneur.
Le 9 octobre 1825, il est promu capitaine au 1re régiment d'infanterie de la garde royale,. Le 20 décembre 1828, il est affecté au 2e régiment d'infanterie légère.

### En Algérie
Il débarque, en 1830, en Afrique, et prend part à l'expédition d'Alger à la tête d'une compagnie et ses premières campagnes sur la terre algérienne n'offrent aucun trait saillant. Connu, cependant, pour être un officier de mérite, il gagne tous ses grades à la pointe de l'épée sur divers champs de bataille. Parti avec son bataillon pour la province d'Oran en novembre 1835, il le commande par intérim à l'expédition de Mascara ; il se fait remarquer à l'avant-garde de la brigade Oudinot, à l'engagement de Sidi Embarek. Nommé chef de bataillon au 2e léger à la suite de cette campagne, il se conduit brillamment à la première expédition de Constantine en 1836, dans la division Trézel, où il forme avec son bataillon l'arrière-garde de la colonne. Le commandant est fait lieutenant-colonel, et vient passer quelques mois à Autun, sa ville natale, qui le reçoit avec enthousiasme et fait exécuter un tableau reproduisant ce fait d'armes. Rentré en Afrique, Changarnier reçoit le commandement du camp du Fondouck, point alors très important, à l'Est d'Alger.
Nommé lieutenant-colonel au 2e Léger en 1837, il participe en 1839, au lendemain de sa nomination comme chef de corps de ce régiment, à l'expédition des Portes de Fer, dont le but est d'établir la grande communication qui doit relier Alger à Constantine. Changarnier accompagne le duc d'Orléans et a un cheval tué sous lui, dans un combat d'arrière-garde. En 1839, il commande une colonne mobile à Boufarik.

#### Année 1840
Le 29 janvier 1840, le colonel Changarnier, à la tête de 430 hommes, remporte une victoire sur plusieurs milliers de combattants Kabyles. Le 15 février, il est promu officier de la Légion d'honneur.
Le 3 mai 1840, à la prise de Cherchell par le maréchal Valée, qui a sous ses ordres le duc d'Orléans, le 2e léger et son colonel assument la principale part des fatigues et des dangers de l'opération. Le maréchal proclame que le succès de ce combat est dû à l'habileté et à l'énergie du colonel Changarnier. En récompense de ce fait d'armes, Changarnier a l'honneur de former la colonne d'avant-garde pour l'attaque des hauteurs presque inaccessibles du Teniah de Mouzaïa.
En juin 1840, il s'agit de ravitailler Miliana étroitement bloquée par les Arabes. Le maréchal confie le commandement de cette dangereuse expédition à Changarnier. Un corps de cinq mille hommes est mis sous ses ordres. Changarnier part, le 22, avec un immense convoi, trompe la vigilance d'Abd el-Kader et entre dans Milianah. Grâce à ses succès contre les Hajutas et les Kabyles, il reçoit la Croix de commandeur de la Légion d'Honneur. Il est nommé maréchal de camp le 21 juin 1840 après dix mois de grade de colonel seulement, et reçoit le commandement de la subdivision de Blida. En décembre suivant, le général Changarnier est chargé de donner une leçon à Ben-Salem, l'un des plus habiles kalifas de l'Émir, en le forçant à lever le blocus de Cara-Mustapha, à l'est d'Alger. Un nouveau ravitaillement de Milianah est encore entrepris et opéré dans cette campagne par Changarnier, avec la même audace. Dans une autre expédition faite pour délivrer les environs de Milianah et pour retrouver la grande voie que suivaient les Romains pour franchir la première chaîne de l'Atlas, Chargarnier se distingue, s'empare du col de Mouzaïa et bat un ennemi dix fois plus nombreux.

#### Année 1841
En 1841, au ravitaillement de Médéa (les ravitaillements ont été une des grandes difficultés de la conquête française), Changarnier reçoit à l'épaule, dans un combat d'arrière-garde, une blessure à bout portant, que l'on croit d'abord mortelle. Néanmoins; il refuse de quitter le commandement de la colonne, et le dispositif en place, il remonte à cheval et continue à diriger le combat. Après un court voyage en France, le général Changarnier retourne en Afrique, où le général Bugeaud lui confie le commandement de l'une des trois divisions des provinces d'Alger et de Titteri.

#### Année 1842
Dans le courant d'avril et de mai 1842, il ravitaille encore une fois les places de Miliana et de Médéa. Le résultat est l'occupation de Cherchell, de Miliana, de Médéa et d'un point derrière les montagnes de l'Est, par deux bataillons mobiles et quelques cavaliers, qui garantissait qu'aucun ennemi ne pouvait traverser les monts. Le général Changarnier passe dans la vallée du Chéliff, reçut la soumission de nombreuses tribus et chasse jusqu'aux limites du désert, à 75 lieues d'Alger, les tribus non soumises. Plus de 60 000 têtes de bétail et 3 000 prisonniers restent au pouvoir des français.
Le 19 septembre 1842, il attaque avec impétuosité une troupe nombreuse de Kabyles qui l'avaient enveloppé à l'improviste dans le ravin de l'Oued Fodda et les taille en pièces. Au commencement de 1843, le général Changarnier, par des manœuvres, enveloppe le pays des Beni-Menacer que l'Émir avait soulevé et soumet définitivement ces montagnards. Après cette opération, il rentre en France où il est promu lieutenant-général (général de division) le 9 novembre 1843. En septembre 1847 le duc d'Aumale a succédé au maréchal Bugeaud dans le gouvernement général de l'Algérie. Il désire avoir près de lui le général Changarnier dont il connaît les capacités militaires. À la suite de la révolution de 1848, le duc d'Aumale confie les fonctions de gouverneur général par intérim au général Changarnier.

### Révolution de 1848

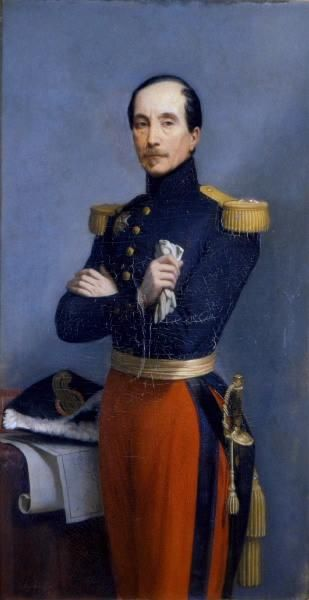
Portrait du général Changarnier. Huile sur toile peinte par Ary Scheffer, 1849, Autun, musée Rolin.

Il rentre en France au début de 1848, aidant le gouvernement provisoire à rétablir l'ordre. Il ne croit pas devoir accepter le portefeuille de la guerre qui lui était offert. Puis il retourne en Algérie au mois de mai pour succéder au général Louis Eugène Cavaignac comme gouverneur. Cependant, il est rapidement rappelé en France. En effet, le 4 juin 1848, il est élu député à la Constituante par les électeurs du département de la Seine, avec 105 537 voix sur 248 392 votants et 441 317 inscrits. Peu doué pour le jeu politique, mais paré du prestige de l’uniforme et d’exploits exotiques autant que martiaux, il est choisi par « une poignée de légitimistes intransigeants » pour les représenter à l’élection présidentielle du 10 décembre 1848. Il n’obtient que peu de suffrages, 4 975, loin derrière Lamartine (21 032), l’avant-dernier des candidats.
Nommé commandant de la division de Paris et de la Garde Nationale, il met en pratique, comme en Algérie, une vision toute militaire de la politique. On le récompense par le titre de grand officier de la Légion d'Honneur le 5 avril 1849. Le 29 janvier 1849, journée de tous les périls, a une issue pacifique, résultat qu'il est permis d'attribuer à l'attitude du général Changarnier et à ses énergiques dispositions. Dès le 10 juin, des signes nombreux, des faits d'une haute gravité avaient donné la certitude que l'on touchait à une crise et que la société allait encore une fois devoir son salut au recours aux armes. Changarnier mande à Paris par le télégraphe ou par des courriers extraordinaires des bataillons d'infanterie et des régiments de cavalerie tirés des garnisons voisines. Le 12, une partie de la cavalerie devait surveiller et contenir toute tentative qui, de l'extérieur, aurait été faite pour favoriser l'insurrection.
Dans la matinée du 13, le général reçoit de son état-major des rapports unanimes pour signaler tout un plan d'insurrection devant aboutir à une révolution nouvelle. À trois heures et demie, le général Changarnier rentre à son quartier général des Tuileries ; une heure après, il reparaît à côté du président de la République et traverse les rangs de la population.
Le 5 août 1849, le général Changarnier est promu grand officier de la Légion d'honneur. Après la levée de l'état de siège, il est commandant en chef des troupes de la 1re division. Le 9 janvier 1851, il cesse ses fonctions puis, le 4 août 1852, est placé à la retraite.

### Parcours politique

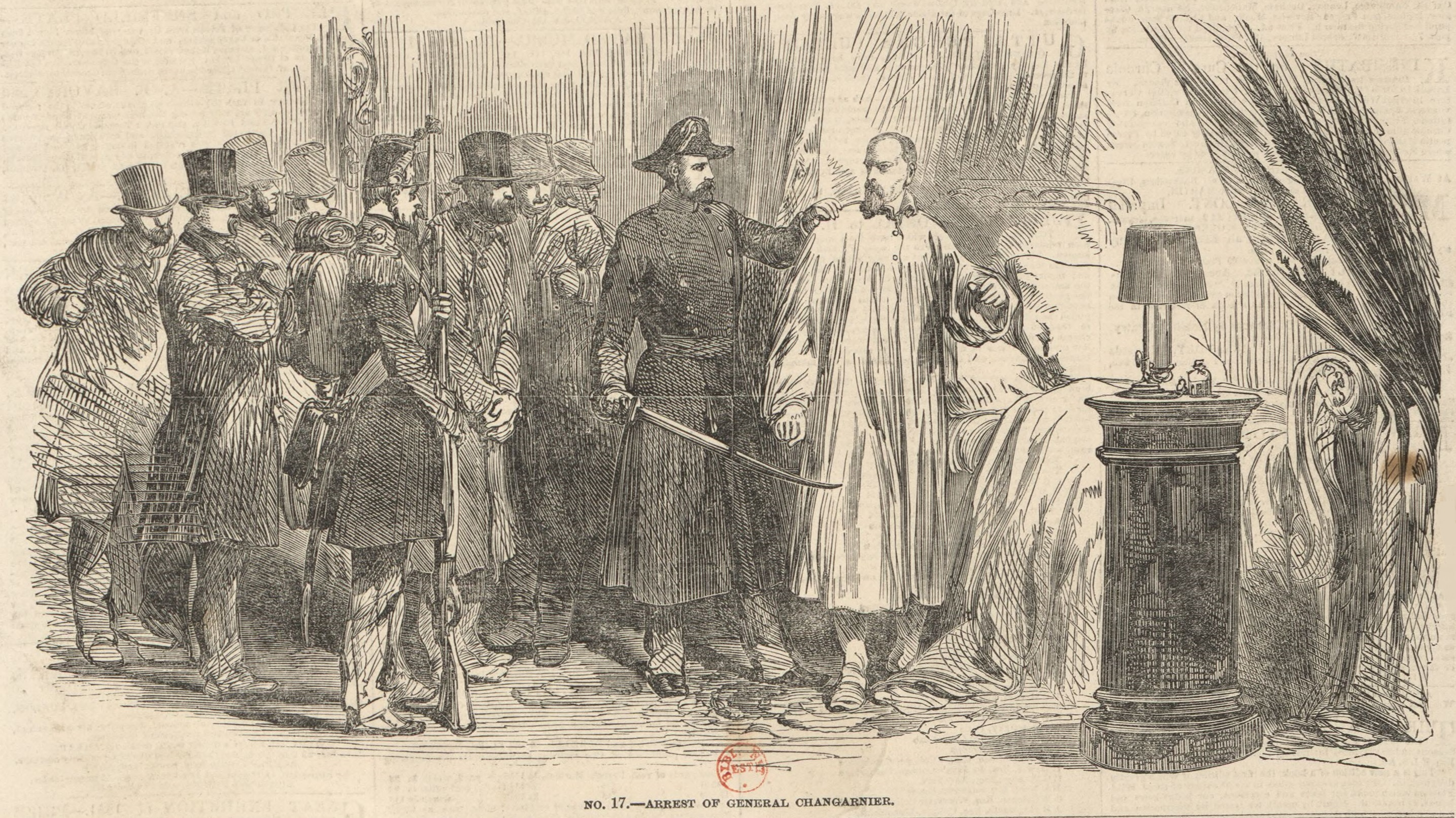
Arrestation du général Changarnier à son domicile lors du coup d'État du 2 décembre 1851
(The Illustrated London News).

Il fut gouverneur général de l'Algérie ; représentant du peuple pour le département de la Seine en 1848.
Le 13 mai 1849, il est élu député à l'Assemblée nationale législative par les électeurs de deux départements : la Seine-et-Oise et la Somme. Il opte pour la Somme. Ennemi avoué des institutions républicaines, il soutient néanmoins le pouvoir du président, mais à partir de janvier 1851, s'oppose à la politique de Louis-Napoléon Bonaparte et est en conséquence privé de ses commandements.
Au matin du coup d'État du 2 décembre 1851, il est arrêté. Conduit à la prison Mazas, il y est détenu quelques jours. Banni de France par le décret du 9 janvier 1852, il s'établit à Malines, en Belgique. Il revient en France après l'amnistie générale et réside dans ses terres en Saône-et-Loire.

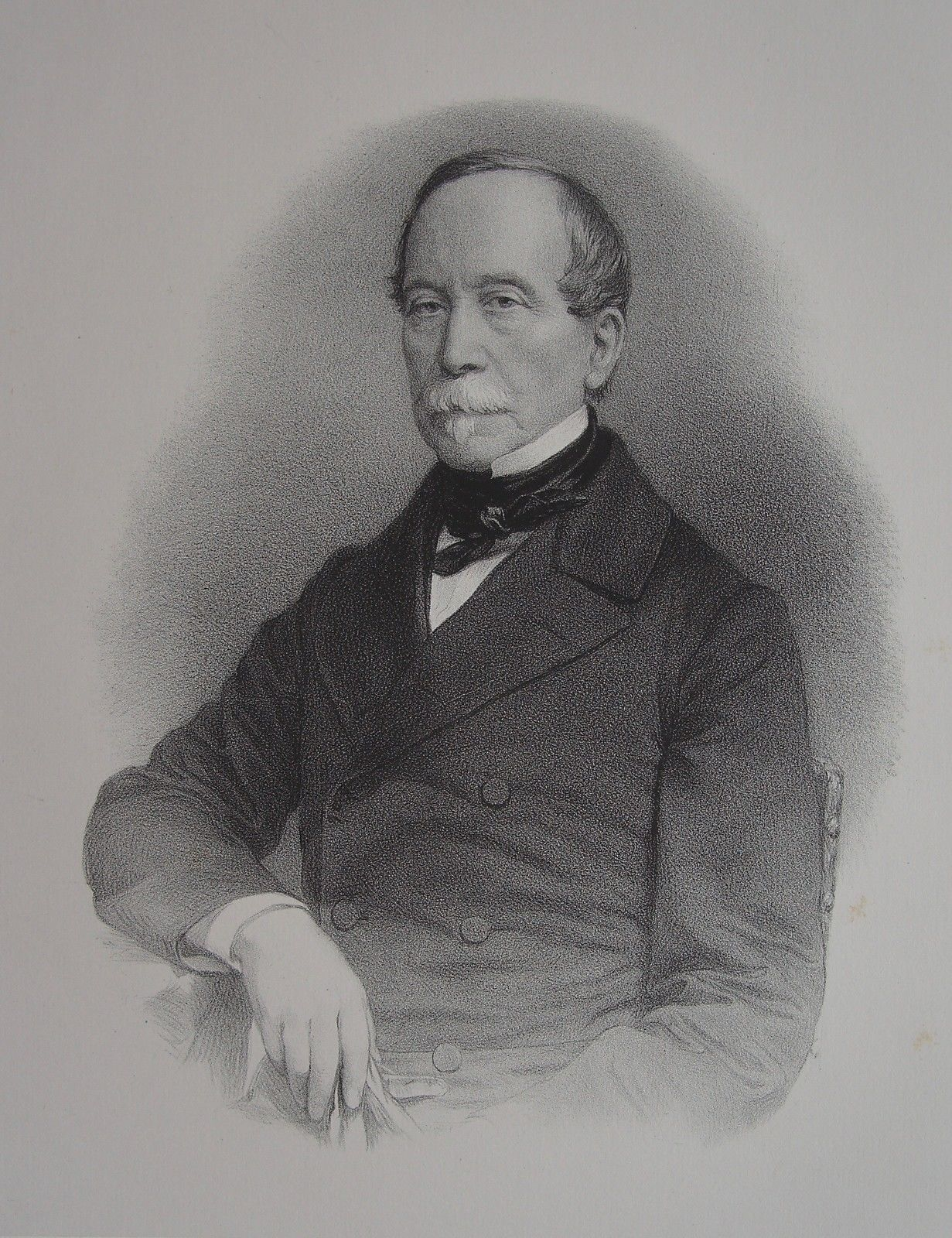
Le général Changarnier âgé (gravure d'Auguste Lemoine d'après une photographie de Pierre Petit).

En 1870, il rejoint le quartier général à Metz auprès de Bazaine. Hébergé chez le président Salmon,  il tente une mission auprès du prince Frédéric Charles commandant l'armée allemande qui encercle Metz. Lors de la capitulation il est fait prisonnier de guerre. Détenu en Allemagne, il revient en France après l'armistice du 28 janvier 1871. Le 8 février, il est élu député à l'Assemblée nationale par les électeurs de quatre départements : la Gironde, avec 99 198 voix sur 132 349 votants et 207 101 inscrits ; le Nord, avec 138 145 voix sur 262 927 votants 326 440 inscrits ; et la Saône-et-Loire, avec 69 519 voix. Il opte, comme en 1849, pour la Somme, le 28 février 1871, où il est également élu, avec 100 688 voix. Il participe activement à la vie politique, défend la conduite du maréchal Bazaine et fait partie d'une commission chargée d'élaborer une constitution monarchique. Il dirige également à partir de septembre 1871 la Commission de révision des grades chargée de vérifier toutes les nominations conférées par le gouvernement du 4 septembre. Quand le « comte de Chambord » refuse le compromis, il propose la résolution d'étendre le pouvoir du maréchal de Mac-Mahon pendant dix ans. Le 10 décembre 1875, il est élu sénateur inamovible par l'Assemblée nationale avec 365 voix sur 690 votants.
On[Qui ?] dit que son opposition au Second Empire l'empêcha d'obtenir le bâton de maréchal que de brillants états de service et une réelle influence politique auraient rendu possible.
Le 14 février 1877 à Paris, Changarnier succombe à une attaque d'apoplexie. Ses obsèques sont célébrées aux Invalides. Ses obsèques religieuses sont célébrées le 18 en la cathédrale Saint-Lazare d'Autun. Lors de la cérémonie, l'évêque d'Autun, Adolphe Perraud, prononce son éloge funèbre. Il est inhumé au cimetière communal d'Autun.

## Décorations
- Grand-croix de la Légion d'honneur (22 avril 1871), distinction qu'il refuse

## Œuvres
- [Changarnier 1848] Lettre adressée par M. le général Changarnier aux directeurs de L'Hermine et de L'Étoile du peuple (6 décembre 1848), Nantes, Gailmard, non daté, 1 p., in-8o (BNF 36452587, lire en ligne [fac-similé]).

## Hommages
- Rue Changarnier, à Paris 12e, près des Maréchaux, et donc de l'ancienne enceinte fortifiée de Thiers datant de la monarchie de Juillet.
- Un village d'Algérie situé sur la commune d'Hoceinia à 110 km à l'ouest d'Alger a porté son nom pendant la période coloniale. Aujourd'hui Oued Zebboudj.
- Le quartier militaire du collège militaire d'Autun et une rue du centre-ville portent son nom.
- Une place à Oran a porté son nom durant la période coloniale ; elle porte ensuite le nom des Frères Fidjel.
- Une voie de Livry-Gargan (93) porte son nom.

### Bibliographie

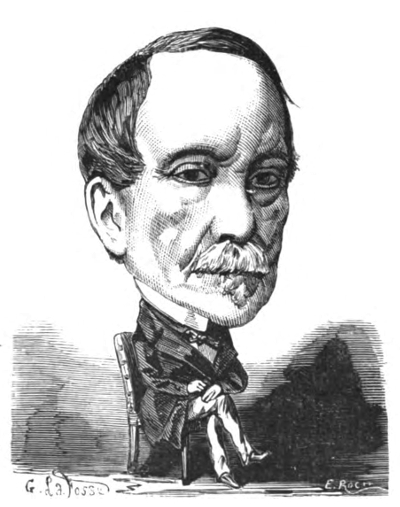
Georges Lafosse, Portrait de Nicolas Changarnier, paru dans Le Trombinoscope de Touchatout en 1872.

### Sources
- « Nicolas Changarnier », dans Charles Mullié, Biographie des célébrités militaires des armées de terre et de mer de 1789 à 1850, 1852 [détail de l’édition]
- [Robert et Cougny 1890] Adolphe Robert et Gaston Cougny (dir.), Dictionnaire des parlementaires français : comprenant tous les membres des assemblées françaises et tous les ministres français depuis le 1er mai 1789 jusqu'au 1er mai 1889, avec leurs noms, état civil, états de service, actes politiques, votes parlementaires, etc., t. II : Cay – Fes, Paris, E. Bourloton, 1890 (réimpr. 2000), 1re éd., 1 vol., 640, in-8o (24 cm) (OCLC 421840328, BNF 31224546, SUDOC 007674538, lire en ligne [fac-similé]), s.v.Changarnier (Nicolas-Anne-Théodule), p. 39-41 (lire en ligne [fac-similé]).
- [Gazette anecdotique 1877] « Le général Changarnier », Gazette anecdotique, littéraire, artistique et bibliographique, 1re série, vol. 2e année, t. 1, no 4,‎ 28 février 1877, p. 97-101 (lire en ligne, consulté le 18 mai 2018).
- [Bleton-Ruget 1995] Annie Bleton-Ruget, « Changarnier, Nicolas Anne Théodule (1793-1877) », dans Jean-Marie Mayeur et Alain Corbin (dir.) (avec la collab. d'Arlette Schweitz), Les immortels du Sénat, 1875-1918 : les cent seize inamovibles de la Troisième République, Paris, Publications de la Sorbonne, coll. « Histoire de la France aux XIXe et XXe siècles » (no 37), 3 novembre 1995, 1re éd., 1 vol., 512, 24 cm (ISBN 2-85944-273-1, EAN 9782859442736, OCLC 408224891, BNF 35792246, SUDOC 003719111, présentation en ligne, lire en ligne), p. 266-268 (lire en ligne).